# Heterospilus appalachicola
Heterospilus appalachicola är en stekelart som först beskrevs av Henry Lorenz Viereck 1905.  Heterospilus appalachicola ingår i släktet Heterospilus och familjen bracksteklar. Inga underarter finns listade i Catalogue of Life.